# Prvenstvo ZNP 1935-1936
Il Prvenstvo Zagrebačkog nogometnog podsaveza 1935./36. (it. "Campionato della sottofederazione calcistica di Zagabria 1935-36") fu la diciassettesima edizione del campionato organizzato dalla Zagrebački nogometni podsavez (ZNP), la ventitreesima in totale, contando anche le 4 edizioni del Prvenstvo grada Zagreba (1918-1919) e le 2 del campionato del Regno di Croazia e Slavonia (1912-1914, composto esclusivamente da squadre di Zagabria).
Il torneo, chiamato 1. podsavezni razred ("Prima classe sottofederale"), fu vinto dal Concordia Zagabria, al suo primo titolo nella ZNP.
Il campionato era diviso era diviso fra le squadre di Zagabria città (divise in 6 divisioni chiamate razred) e quelle della provincia (divise in varie parrocchie, župe). La vincitrice della 1. razred affrontava i campioni della provincia per il titolo sottofederale ed al Državno prvenstvo 1935-1936.

## Avvenimenti
Lo stesso giorno in cui si è concluso il Državno prvenstvo 1934-1935, sono iniziate le gare di qualificazione al nuovo campionato nazionale. I club vennero divisi in cinque gironi (gare disputate dal 1º settembre al 1º dicembre 1935) che qualificarono 8 squadre al campionato.

Ma nella riunione della JNS del 15 dicembre 1935, viene deciso di cambiare format al campionato nazionale: non più girone unico, bensì eliminazione diretta fra le vincitrici delle 14 sottofederazioni. Quindi i risultati dei precedenti 5 gironi vengono annullati e le principali squadre del Regno di Jugoslavia tornano a gareggiare nei rispettivi campionati sottofederali.

Questi avvenimenti hanno portato la Prvi razred a tornare, per questa stagione, il campionato di primo livello.
Viene creata la I. potsavezni razred, un girone a 6 club che include, oltre alle migliori squadre della città (Građanski, HAŠK e Concordia), la migliore della provincia (Slavija Varaždin) e le prime due della 1/A razred precedente (Šparta e Hajduk).

## Struttura
```
I termini "in casa" e "in trasferta" non hanno senso perché pochi club avevano un proprio stadio. Ai quattro precedenti stadi di Zagabria che rispettavano il regolamento per le partite (
Koturaška cesta
 del 
Građanski
, 
Maksimir
 del 
HAŠK
, 
Tratinska cesta
 del 
Concordia
 e Miramarska cesta del 
Viktorija
 e dello 
Željezničar
), si è aggiunto quello dello 
Šparta
.
[
3
]
```

| 1º livello | 1. podsavezni razred | 6 squadre |
| 2º livello | 1/A razred           | 6 squadre |
| 3º livello | 1/B razred           | 8 squadre |
| 4º livello | 2. razred            | 8 squadre |
| 5º livello | 3. razred            | 8 squadre |
| 6º livello | 4. razred            | 6 squadre |

## Classifica
|                   | Pos. | Squadra            | Pt | G  | V | N | P | GF | GS | QR    |
| ----------------- | ---- | ------------------ | -- | -- | - | - | - | -- | -- | ----- |
|                   | 1.   | Concordia Zagabria | 16 | 10 | 7 | 2 | 1 | 37 | 17 | 2,176 |
|                   | 2.   | Građanski Zagabria | 14 | 10 | 6 | 2 | 2 | 38 | 14 | 2,714 |
|                   | 3.   | HAŠK Zagabria      | 12 | 10 | 5 | 2 | 3 | 34 | 16 | 2,125 |
|                   | 4.   | Slavija Varaždin   | 12 | 10 | 6 | 0 | 4 | 30 | 20 | 1,500 |
|                   | 5.   | Hajduk Zagabria    | 4  | 10 | 1 | 2 | 7 | 9  | 55 | 0,163 |
|                   | 6.   | Šparta Zagabria    | 2  | 10 | 0 | 2 | 8 | 11 | 37 | 0,297 |
| Fonte: exyufudbal |      |                    |    |    |   |   |   |    |    |       |

Legenda:
      Campione della ZNP ed ammesso al Državno prvenstvo 1935-1936.
  Partecipa agli spareggi.
      Retrocessa nella divisione inferiore.
Note:
Due punti a vittoria, uno a pareggio, zero a sconfitta.

## Risultati
```
Questi i risultati del Građanski:
[
2
]

23.02.1936: Građanski - Slavija Varaždin    2-1
01.03.1936: Građanski - Hajduk              9-1
08.03.1936: HAŠK - Građanski                0-5
15.03.1936: Građanski - Concordia           1-1
29.03.1936: Građanski - Šparta              6-3
12.04.1936: HAŠK - Građanski                1-1
26.04.1936: Slavija Varaždin - Građanski    4-1
03.05.1936: Građanski - Hajduk              6-1
21.05.1936: Građanski - Concordia           1-2
24.05.1936: Šparta - Građanski              1-6
```